# Muntura Fujifilm G
La muntura d'objectiu Fujifilm G, introduïda el setembre de 2016, està dissenyada pel seu ús amb càmeres sense mirall d'objectius intercanviables de mig format (43,8 x 32,9 mm), com la Fujifilm GFX 50S, la primera de la sèrie.
Està dissenyada per al seu ús amb un sensor d'imatge de mig format i compta amb un factor de multiplicació de 0.79x. Té una distància de brida de 26.7mm i un diàmetre intern de 65mm.
Relació entre la diagonal del marc de referència (format de 35 mm) i la diagonal del sensor d'imatge en qüestió (Fujifilm GFX): {\displaystyle {\dfrac {\sqrt {(24mm)^{2}+(36mm)^{2}}}{\sqrt {(32.9mm)^{2}+(43.8mm)^{2}}}}\approx 0.790}

## Esquema de noms de les càmeres amb muntura G

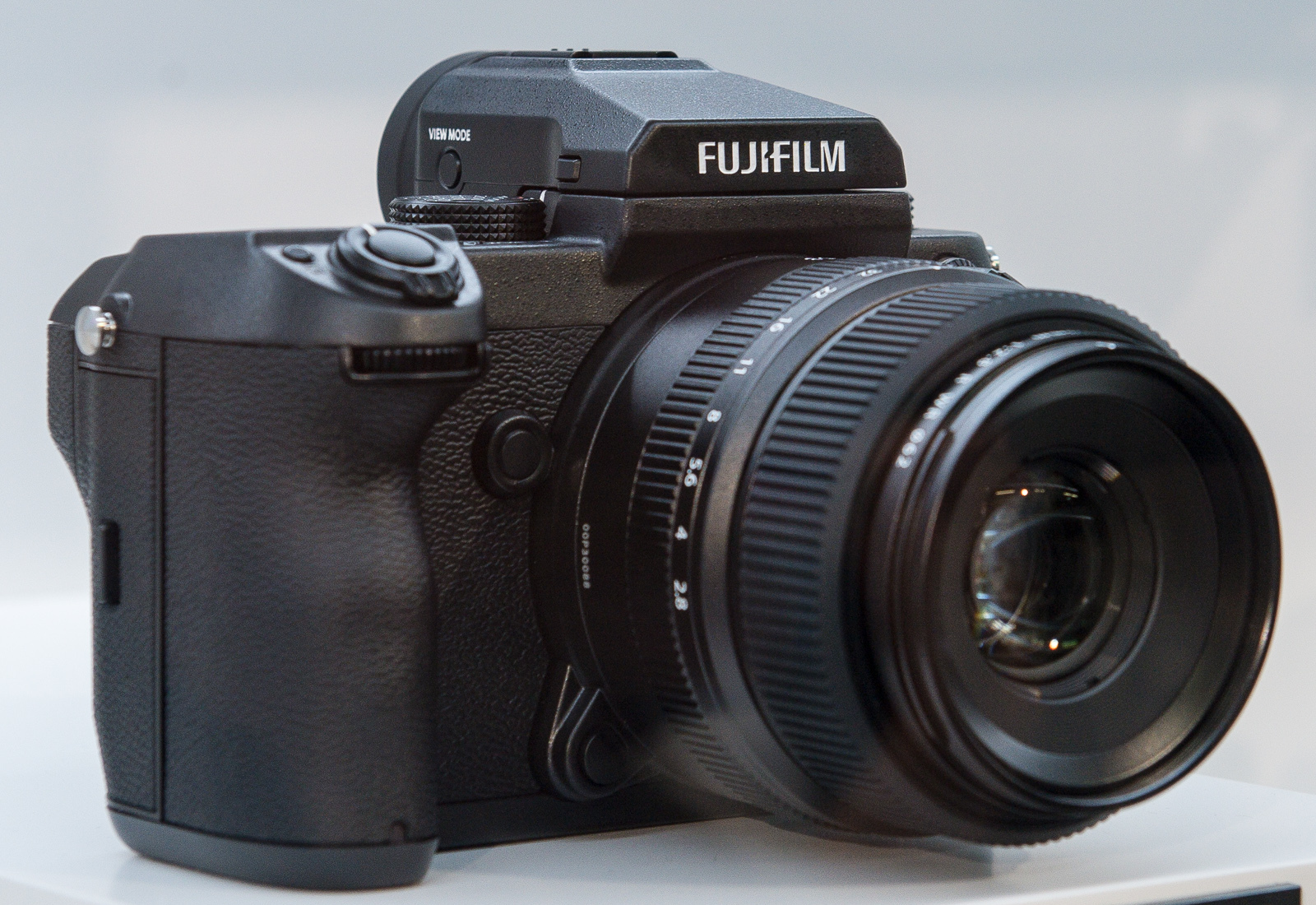
Fujifilm GFX 50S + Fujinon GF 63mm f/2.8 R WR

| Model      | Any  | Mpx      |
| ---------- | ---- | -------- |
| GFX 50S    | 2017 | 51,4 Mpx |
| GFX 50R    | 2018 | 51,4 Mpx |
| GFX 100    | 2019 | 102Mpx   |
| GFX 100 IR | 2020 | 102Mpx   |
| GFX 100S   | 2021 | 102 Mpx  |
| GFX50S II  | 2021 | 51,4 Mpx |
| GFX100 II  | 2023 | 102 Mpx  |
| GFX100S II | 2024 | 103 Mpx  |

## Sigles
Igual que tots els altres fabricants d'objectius, Fujifilm també usa un conjunt de sigles per a designar aspectes bàsics de cada objectiu, per a indicar des de quina mena de cos és l'ideal per a muntar-ho fins a característiques de fabricació.
- GF: Objectiu amb muntura G per a càmeres de mig format
- LM (Linear Motor): Motor d'enfocament lineal
- OIS (Optical Image Stabilizer): Sistema d'estabilitzador d'imatge
- R (aperture Ring): Objectiu que incorpora un anell per ajustar l'obertura
- T/S (Tilt & Shift): Objectiu descentrable
- WR (Weather Resistant): Segellat contra l'aigua i la pols

## Objectius

### Fixos
| Distància focal | Obertura | Any  | Distància mínima d'enfocament | Diametre de filtre |
| --------------- | -------- | ---- | ----------------------------- | ------------------ |
| 23mm            | 4.0      | 2017 | 0.38m                         | 82mm               |
| 30mm            | 3.5      | 2020 | 0.32m                         | 58mm               |
| 30mm            | 5.6      | 2023 | 0.30m                         | 105mm              |
| 45mm            | 2.8      | 2017 | 0.45m                         | 62mm               |
| 50mm            | 3.5      | 2019 | 0.55m                         | 62mm               |
| 55mm            | 1.7      | 2023 | 0.50m                         | 77mm               |
| 63mm            | 2.8      | 2017 | 0.50m                         | 62mm               |
| 80mm            | 1.7      | 2021 | 0.70m                         | 77mm               |
| 110mm           | 2.0      | 2017 | 0.90m                         | 77mm               |
| 110mm           | 5.6      | 2023 | 0.43m                         | 72mm               |
| 120mm           | 4.0      | 2017 | 0.45m                         | 72mm               |
| 250mm           | 4.0      | 2018 | 1.40m                         | 82mm               |
| 500mm           | 5.6      | 2024 | 2.75m                         | 95mm               |

### Zoom
| Distància focal | Obertura | Any  | Distància mínima d'enfocament | Diametre de filtre |
| --------------- | -------- | ---- | ----------------------------- | ------------------ |
| 20-35mm         | 4.0      | 2022 | 0.35m                         | 82mm               |
| 32-64mm         | 4.0      | 2017 | 0.50m                         | 77mm               |
| 35-70mm         | 4.5-5.6  | 2021 | 0.35m                         | 62mm               |
| 45-100mm        | 4.0      | 2020 | 0.65m                         | 82mm               |
| 100-200mm       | 5.6      | 2019 | 0.60m                         | 67mm               |

### Extensors
- El 2018, Fujifilm va presentar un extensor de distància focal, el Teleconverter Fujinon GF 1.4X TC WR. Aquest, multiplica la focal de l'objectiu per 1,4 a canvi de perdre un pas de llum.[29] Aquest extensor només és compatible amb el Fujinon GF 250mm f/4 R LM OIS WR i el GF 100-200mm f/5.6 R LM OIS WR.[30]
- El mateix any, la companyia va presentar dos tubs d'extensió macro, el MCEX-18G WR i el MCEX-45G WR, els quals permeten capturar imatges amb una relació d'ampliació major. Aquests són compatibles amb totes les lents amb muntura G.[29]

## Adaptadors
- Adaptador per a muntura H: Permet utilitzar objectius amb muntura H, en càmeres amb muntura G. L'enfocament només és manual, però la muntura inclou contactes electrònics per generar i registrar dades de correcció de lents.[3]
- Adaptador per a visor de càmera: Permet utilitzar una càmera de 4x5 a la muntura G juntament amb lents antigues Fujinon de gran format. Això permet aprofitar les funcions d'inclinació i desplaçament característiques d'aquest format i usar l'obturador del pla focal al cos de la càmera.[3]

## Terceres marques
Actualment, les següents marques fabriquen objectius amb muntura Fujifilm G:
- AstrHori[31]
- Irix[32]
- Mitakon Zhongyi[33]
- TTartisan[34]
- Venus optics[35]